# تونی مرکنس
تونی مرکنس (آلمانی: Toni Merkens; ۲۱ ژوئن ۱۹۱۲ – ۲۰ ژوئن ۱۹۴۴) دوچرخه‌سوار اهل آلمان بود.
وی در مسابقات کشوری و بین‌المللی در مجموع برندهٔ ۱ مدال طلا شده‌است.